# Philautus longchuanensis
Philautus longchuanensis és una espècie de granota que es troba a la Xina i, possiblement també, a Laos, Myanmar i el Vietnam.
Està amenaçada d'extinció per la pèrdua del seu hàbitat natural.